# Teenage Mutant Ninja Turtles: The Cowabunga Collection
Teenage Mutant Ninja Turtles: The Cowabunga Collection és una antologia compilatòria dels tretze primers videojocs de Tortugues Mutants produïts per Konami entre 1989 i 1994 per a la 9a i 8a generació de consoles: la col·lecció, compilada per Digital Eclipse, es publicarà en formats digital i físic —amb una edició de col·leccioniste— a les acaballes del 2022,
el mateix any que Dotemu publicà Teenage Mutant Ninja Turtles: Shredder's Revenge, un nou beat 'em up inspirat en els dos jocs de Konami per a recreatius.
Fins llavors, l'últim joc original basat en la franquícia era el Teenage Mutant Ninja Turtles: Mutants in Manhattan, del 2016.

## Edició
Konami l'anuncià el 9 de març del 2022 en un lliurament de PlayStation State of Play, encara que el llançament seria multiplataforma per a totes les consoles de 8a i 9a generació i Steam: Digital Eclipse s'havien encarregat abans d'altres recopilatoris com Street Fighter 30th Anniversary Collection o Blizzard Arcade Collection.
L'edició limitada física inclou, a més del joc corresponent a la plataforma escollida, una caixa especial il·lustrada pel cocreador de les Tortugues, Kevin Eastman; un cartell de tela amb un altre dibuix nou d'Eastman del Turtles in Time; un diorama en acrílic de les quatre tortugues; cinc pins (Trinxant, Krang, el Tecnòdrom, el dirigible i la furgoneta); dotze targetes amb els personatges del Tournament Fighters d'SNES; i un llibret de cent-huitanta planes a color amb detalls de tots els jocs.
El preu de llançament és de 150 dòlars front als 40 de l'edició normal, encara que el fet que no incloguera la banda sonora o un cupó de descompte per a Pizza Hut —en referència a eixe gest comercial en els jocs originals— podia desencoratjar els compradors potencials.
| «                          | A banda de ser una bonica sorpresa, The Cowabunga Collection és una mostra de com les col·leccions de jocs retro poden i deuen fer-se. Massa a sovint, estes col·leccions regularment contenen tres jocs enflocats amb un poquet d'art extra, potser un parell de pistes de la BSO, i unes poques anècdotes si tens sort. És el cas dels Disney Classic Games Collection, com a mínim. | » |
| — George Foster, The Gamer | |   |

El 21 de juliol, durant la San Diego Comic Con, Konami anuncià la data prevista de llançament per al 30 d'agost.

## Jocs
|   | A.   | Teenage Mutant Ninja Turtles… | sist.  | tipus        | jug.       | mode     |
| - | ---- | ----------------------------- | ------ | ------------ | ---------- | -------- |
| 1 | 1991 | Turtles in Time               | recre. | beat 'em up  | 4 coop.    | en línia |
| 1 | 1992 | Turtles in Time               | SNES   | beat 'em up  | 2 coop.    | local    |
| 2 | 1993 | Radical Rescue                | GB     | metroidvania | 1          |          |
| 3 | 1990 | Fall of the Foot Clan         | GB     | acció        | 1          |          |
| 4 | 1992 | The Hyperstone Heist          | MD     | beat 'em up  | 2 coop.    | en línia |
| 5 | 1989 | Teenage Mutant Hero Turtles   | NES    | metroidvania | 1          |          |
| 9 | 1989 | Teenage Mutant Hero Turtles   | recre. | beat 'em up  | 4 coop.    | en línía |
| 6 | 1991 | Back from the Sewers          | GB     | acció        | 1          |          |
| 7 | 1993 | Tournament Fighters           | MD     | lluita       | 1 contra 1 | local    |
| 7 | 1994 | Tournament Fighters           | NES    | lluita       | 1 contra 1 | local    |
| 7 | 1993 | Tournament Fighters           | SNES   | lluita       | 1 contra 1 | en línía |
| 8 | 1991 | The Manhattan Project         | NES    | beat 'em up  | 2 coop.    | local    |
| 9 | 1990 | The Arcade Game               | NES    | beat 'em up  | 2 coop.    | local    |

Dels tretze jocs inclosos, tots llevat del segon joc de recreativa i el Tournament Fighters de NES inclouen l'edició japonesa de cada joc. A més, quatre dels jocs tenen una nova opció de joc en línia: els arcades original i Turtles in Time, The Hyperstone Heyst i el Tournament Fighters de Super Nintendo.
Segons el productor de Konami Charles Murakami, triaren els dos jocs de recreativa per la possibilitat de jugar a quatre, el Tournament Fighters d'SNES per l'existència d'una afició competitiva i el Hyperstone Heist per variar i com a detall cap als fans de la Megadrive; preguntat sobre si altres jocs rebrien la funcionalitat, Murakami preferí no respondre.
Tots els jocs inclouen la funció de rebobinar i la capacitat de guardar la partida en qualsevol moment.
A més, hi ha un «museu» amb els dissenys originals i esbossos dels jocs, el còmic i la sèrie animada.
Els jocs inclosos són, en orde cronològic d'aparició:

### Geki kame ninja den
El primer videojoc de la franquícia, publicat originàriament al Japó el 1989 per a la Nintendo Family Computer amb el títol exclusiu de Geki kame ninja den (激亀忍者伝) és un joc del subgènere metroidvania (acció i aventura), encara que menys polit que altres títols contemporanis o de la mateixa Konami: el jugador ha d'explorar cada una de les sis fases des d'un mapa zenital i superar les pantalles de visió lateral fent ús de cada una de les quatre tortugues, de les quals Donatello és la més versatil per l'abast de la seua arma. Encara que els personatges principals hi apareixen, l'argument no fa ús de la idiosincràsia del còmic o de la sèrie d'animació, estrenada a les acaballes del 1987.

### Teenage Mutant Ninja Turtles
Estrenat mig any després, amb els personatges en auge a tot el món, este joc de recreativa fon un dels més populars de l'any junt amb el Golden Axe: la possibilitat de quatre jugadors simultanis i l'ús de tots els personatges de la sèrie animada, junt amb la inclusió del tema musical original i les derivacions compostes per Mutsuhiko Izumi i Miki Chang contribuïren a l'expansió del fenomen. Tècnicament, encara que correcte i acolorit en l'apartat audiovisual, la detecció dels colps és inexacta en comparança amb altres beat 'em ups posteriors com Final Fight. La versió japonesa és la primera que utilitza el logotip clàssic de la franquícia, encara que amb el subtítol de TMNT: Super kame ninja (T.M.N.T. 〜スーパー亀忍者〜). És un dels quatre jocs del recopilatori que oferix la possibilitat de jugar en línia amb tres jugadors més.

### Fall of the Foot Clan
El primer joc dels tres programats per a la Game Boy és un dels jocs apareguts durant el primer any d'existència de la portàtil que n'aprofitava millor els recursos: produït per Naoki Matsui, procedent de l'equip d'MSX, la part gràfica del joc fa ús d'sprites grans i d'il·lustracions procedents de l'anime; la compositora Michiru Yamane s'encarregà de la part musical, de la qual destaca la peça subterrània, si bé els efectes de so excel·lixen. Quant a la mecànica de joc, es tracta d'un arcade clàssic paregut al Bad Dudes vs. Dragon Ninja (Taito) en el qual hom controla cada una de les quatre tortugues al llarg de cinc llargues fases, algunes subdividides en tres pantalles i culminades amb un enemic (Rocksteady, Bebop, Baxter Stockman, Shredder i Krang); April i el mestre Splinter també apareixen, est últim en un dels tres minijocs de bonus.

### 2: The Arcade Game
El segon joc publicat per a la Nintendo fon l'adaptació de la recreativa: malgrat les limitacions tècniques inferiors de la consola pel que toca a la part gràfica, Konami afegí dos fases noves amb sengles monstres inèdits (Tora i Shogun) dissenyats per a l'ocasió per Kevin Eastman; quant a la música, esta adaptació féu un bon ús del motiu principal, amb noves composicions o rearranjaments. El fet que el joc anterior fóra publicat al Japó amb un títol alternatiu és la causa que est eixira amb el títol genèric de Teenage Mutant Ninja Turtles, sense cap numeració ni subtítol.

### Turtles in Time
De resultes de l'èxit de la primera recreativa (i de la franquícia en general), Konami mamprengué de manera immediata la producció d'una seqüela: ambientat no només a Nova York, sinó també en un viatge espaitemporal a diferents llocs i moments de la història (fins i tot a un 2020 utòpic), el Turtles in Time manté els mecanismes de l'anterior, li incorpora nous moviments i millorà la col·lisió d'objectes; l'apartat musical, de nou a cura d'Izumi, inclou en el mode d'atracció la cançó "Pizza Power". Est és un dels dos únics jocs que no foren llançats oficialment al Japó.

### II: Back from the Sewers
El segon lliurament per a Game Boy, dirigit per Fukui Hiroyuki, refina el sistema dels jocs originals de NES i GB, amb millores notables en l'aspecte audiovisual, sobretot en l'aspecte dels protagonistes, amb imàtgens preses del material original i sonor, que conté un dels pocs exemples de veus digitalitzades per a la consola. El joc oferix la possibilitat de jugar amb cada una de les quatre tortugues i, si una es capturada, té l'oportunitat de recuperar-la amb un joc de bonificació. La música, com de costum, reinterpreta el tema de la sèrie, esta volta a càrrec de Tsuyoshi Sekito.

### III: The Manhattan Project
Publicat al Japó com a Teenage Mutant Ninja Turtles II en seguint la numeració pròpia, The Manhattan Project és un beat 'em up exclusiu per a Famicom i NES produït per l'equip Kuu Neru Asobu (くうねるあそぶ, Menjar Dormir Jugar), del qual l'únic membre que havia treballat en el joc anterior fon el dissenyador Masaaki Kishimoto: en comparança a The Arcade Game, este lliurament inclou un redisseny dels personatges amb atacs especials diferents i millores audiovisuals i de jugabilitat, sobretot quant a la música i la grandària dels monstres (entre els quals Dirtbag, Groundchuck, Tohka, Rahzar i Cap de Cuiro). Inèdit a Europa en l'època, la seua inclusió en The Cowabunga Collection és la primera publicació oficial al continent.

### IV: Turtles in Time
L'adaptació de la segona recreativa per a Super Nintendo mantingué la numeració nord-americana dels tres jocs anteriors per a NES, si bé al Japó aparegué sense cap més subtítol que el de Turtles in Time: en aprofitant la major capacitat tècnica de la consola, Konami no només féu una adaptació prou fidel a l'original, amb alguns canvis audiovisuals menors i afegitons importants quant a fases (el Tecnòdrom, inèdit en l'arcade) i enemics (el Rei de les Rates, Tohka i Rahzar, Slash, Bebop i Rocksteady), a més de millores en l'acció dels personatges o la inclusió de sengles modes contrarellotge i lluita mà a mà.

### The Hyperstone Heist
Primer joc de la franquícia publicat per a una consola Sega, ja que fins llavors Konami només treballava per a Nintendo, The Hyperstone Heist és un beat 'em up exclusiu de la Mega Drive, encara que reutilitza gràfics de les dos recreatives (sobretot de Turtles in Time) i l'argument de The Manhattan Project: intitulat Return of the Shredder al Japó i produït per un equip encapçalat per Hiromi Sumida, el joc fa un bon ús de les possibilitats audiovisuals de la consola, amb noves melodies a l'altura de les habituals, encara que les veus digitalitzades no tenen tan bona qualitat com en SNES. Encara que la durada del joc és curta en comparança amb els altres títols, la jugabilitat i la intel·ligència artificial són les més depurades de la col·lecció. Quant a enemics, Bebop desapareix en favor del personatge cinematogràfic de Tatsu, i Shredder rep la millor representació en la saga.

### III: Radical Rescue
Darrer joc de Game Boy, coetani dels jocs de lluita que Konami desenrotllà per a les altres consoles, Radical Rescue (TEENAGE MUTANT NINJA TURTLES 3: タートルズ危機一発, Teenage Mutant Ninja Turtles 3: Turtles kiki ippatsu, «turtles en perill» en la versió nipona) és un metroidvania hereu del Metroid II de la mateixa portàtil. No debades, part de l'equip que treballà en este joc —entre els quals el director, Hiroyuki Fukui— realitzà quatre anys després un dels puntals del subgènere, el Castlevania: Symphony of the Night. Entre els elements definitoris del subgènere hi ha el fet que el joc comença només amb Michelangelo com a únic personatge i, a mesura que guanya els monstres i allibera els altres companys, cada un amb una habilitat diferent per a superar obstacles, el mapa del joc s'obri en una nova direcció. La música, obra de M. Matsuhira, destaca entre tota la de la saga pel seu to més aïna fosc.

### Tournament Fighters
El 1993, amb la popularitat de les Tortugues en declivi, la franquícia llançà una última escomesa amb l'estrena de la tercera pel·lícula, tres noves línies de joguets i tres videojocs de lluita homònims per a sengles consoles diferents: el primer, dirigit per Mitsuyo Taira per a Genesis i Mega Drive, situa els protagonistes (les quatre tortugues, April O'Neil, Casey Jones, Ray Fillet i Sisyphus) en la Dimensió X, en la qual lluitaran contra llurs clons i els tres personatges finals (Triceraton, Karai i Krang) per tal d'alliberar Splinter. Encara que els lluitadors tenen una àmplia gamma de moviments, la dificultat exacerbada de la intel·ligència artificial en els mode d'un jugador i la foscor gràfica dels escenaris, orientada cap al mercat nord-americà, fan que siga considerat un joc mediocre del qual només destaca la banda sonora, en este cas a cura de Miki Yanagisawa.
Dos mesos després, Konami estrenà un joc homònim totalment diferent per a la Super Nintendo nord-americana: dirigit per Takemasa Miyoshi, el qual també s'encarregà de redissenyar els personatges clàssics, el mode història és una adaptació de l'argument prototípic del primer joc, en el qual les quatre tortugues ixen a la busca d'April i Splinter, segrestats per Shredder; en el mode torneig, els deu personatges sel·leccionables —entre els quals Shredder— competixen en un concurs televisiu, amb un final diferent per a cada un. A diferència del de Mega Drive, en este joc prima la consecució de combos abans que l'execució dels atacs especials. La versió japonesa, subtitulada Mutant Warriors, presenta unes poques millores audiovisuals i de jugabilitat, ja que eixí després de les versions occidentals.
L'any següent, Konami publicà a l'Amèrica del Nord i Europa un altre Tournament Fighters per a NES, inèdit al Japó, en el qual les tortugues competixen entre elles, i contra Casey Jones i Hothead, per a salvar Splinter de les urpes d'Shredder: en tractar-se d'un joc de lluita per a un sistema de 8 bits, les capacitats audiovisuals són inferiors a les dels altres dos títols, però no obstant això fa un bon ús del potencial de la màquina. Malgrat eixes limitacions, la corba de dificultat és més assequible que la del de Mega Drive i, junt amb alguns detalls com una fase de bonus —inexistent en els altres dos jocs— el convertiren en una rarea tardana del catàleg de la Nintendo.

## Crítica
| Mitjà                 | p.   |
| --------------------- | ---- |
| Nintendo Life         | 9/10 |
| Nintendo World Report | 9/10 |
| Destructoid           | 8/10 |
| Gaming Bible          | 8/10 |
| Pure Xbox             | 8/10 |
| IGN                   | 7/10 |
| mitjana               | 8,16 |

En la ressenya per a IGN, Destin Legarie aplaudí la qualitat dels jocs originals, els extres i les opcions addicionals, però criticà el joc en línia i la latència d'entrada, amb retards entre 83 i 157 mil·lisegons, molt superiors als d'altres jocs.